# Survivor Series (2006)
Survivor Series 2006 est le vingtième Survivor Series, pay-per-view annuel de catch produit par la World Wrestling Entertainment. Il s'est déroulé le 26 novembre 2006 au Wachovia Center de Philadelphie, Pennsylvanie.
C'était la première fois que la nouvelle division ECW participait aux Survivor Series et le premier PPV de Mike Knox.
En France, cet évènement a fait l'objet d'une sortie en DVD chez One Plus One.

## Résultats
- Dark match : Carlito def. Charlie Haas (5:00)
  - Carlito a effectué le tombé sur Haas après un Back Staber.
- (4 contre 4) Survivor Series match: Team WWE Legends (Ric Flair, Sgt. Slaughter, Dusty Rhodes et Ron Simmons) (w/Arn Anderson) def. Team Spirit Squad (Kenny, Johnny, Nicky et Mikey) (w/Mitch) (10:31)
  - Roddy Piper était à l'origine prévu dans l'équipe des Légendes mais était remplacé par Ron Simmons à cause d'ennuis de santé.
  - Après le match, le Spirit Squad a attaqué Ric Flair.

| Élimination # | Catcheur                     | Équipe                       | Éliminé par                  | Manière                                                                            | Temps                        |
| ------------- | ---------------------------- | ---------------------------- | ---------------------------- | ---------------------------------------------------------------------------------- | ---------------------------- |
| 1             | Ron Simmons                  | Team WWE Legends             | Personne                     | Décompte à l'extérieur                                                             | 1:54                         |
| 2             | Sgt. Slaughter               | Team WWE Legends             | Nicky                        | Tombé après que Johnny lui a donné un coup de pied dans la nuque avec un heel kick | 6:27                         |
| 3             | Nicky                        | Team Spirit Squad            | Dusty Rhodes                 | Tombé après un Bionic Elbow                                                        | 6:54                         |
| 4             | Dusty Rhodes                 | Team WWE Legends             | Kenny                        | Tombé après un schoolboy                                                           | 8:25                         |
| 5             | Mikey                        | Team Spirit Squad            | Ric Flair                    | Tombé avec les pieds de Flair sur les cordes                                       | 9:13                         |
| 6             | Kenny                        | Team Spirit Squad            | Ric Flair                    | Tombé avec un inside cradle                                                        | 9:49                         |
| 7             | Johnny                       | Team Spirit Squad            | Ric Flair                    | Soumission sur le Figure-Four Leglock                                              | 10:31                        |
| Survivant :   | Ric Flair (Team WWE Legends) | Ric Flair (Team WWE Legends) | Ric Flair (Team WWE Legends) | Ric Flair (Team WWE Legends)                                                       | Ric Flair (Team WWE Legends) |
- Chris Benoit def. Chavo Guerrero (w/Vickie Guerrero) pour conserver le WWE United States Championship (8:19)
  - Benoit a fait abandonner Chavo sur le Crippler Crossface.
- Mickie James def. Lita pour remporter le WWE Women's Championship (8:18)
  - James a effectué le tombé sur Lita après un Laren DDT.
  - C'était le dernier match de Lita avant sa retraite.
- (5 contre 5) Survivor Series match: Team DX (Triple H, Shawn Michaels, Jeff Hardy, CM Punk et Matt Hardy) def. Team Rated-RKO (Edge, Randy Orton, Johnny Nitro, Mike Knox et Gregory Helms) (w/Melina et Kelly Kelly) (11:30)

| Élimination # | Catcheur      | Équipe         | Éliminé par    | Manière | Temps   |
| ------------- | ------------- | -------------- | -------------- | --- | ------- |
| 1             | Mike Knox     | Team Rated RKO | Shawn Michaels | Tombé après un Sweet Chin Music de Michaels quand Kelly Kelly et Triple H distrayaient Knox                                    | 0:40    |
| 2             | Johnny Nitro  | Team Rated RKO | CM Punk        | Soumission sur un Anaconda Vice                                                                                                | 4:54    |
| 3             | Gregory Helms | Team Rated RKO | Matt Hardy     | Tombé après un Extreme Combination de Matt et de Jeff                                                                          | 9:23    |
| 4             | Edge          | Team Rated RKO | Shawn Michaels | Tombé après un Shining Wizard de CM Punk suivi d'un Air Hardy de Matt et Jeff Hardy et d'un Sweet Chin Music de Shawn Michaels | 10:35   |
| 5             | Randy Orton   | Team Rated RKO | Triple H       | Tombé après un Sweet Chin Music de Michaels et un Pedigree                                                                     | 11:30   |
| Survivants :  | Team DX       | Team DX        | Team DX        | Team DX | Team DX |
- Mr. Kennedy def. The Undertaker dans un First Blood match (9:15)
  - Undertaker a saigné après que Montel Vontavious Porter l'a frappé avec une chaise en visant Kennedy.
  - Après le match, Undertaker a ouvert le front de Kennedy avec une chaise.
- (5 contre 5) Survivor Series match: Team Cena (John Cena, Kane, Bobby Lashley, Sabu et Rob Van Dam) def. Team Big Show (The Big Show, Test, Montel Vontavious Porter, Finlay et Umaga) (12:35)

| Élimination # | Catcheur                               | Équipe                                 | Éliminé par                            | Manière                                                                 | Temps                                  |
| ------------- | -------------------------------------- | -------------------------------------- | -------------------------------------- | ----------------------------------------------------------------------- | -------------------------------------- |
| 1             | Umaga                                  | Team Big Show                          | Personne                               | Disqualifié après avoir frappé RVD, John Cena et Sabu avec un moniteur. | 0:55                                   |
| 2             | MVP                                    | Team Big Show                          | Rob Van Dam                            | Tombé après un Chokeslam de Kane et un Five-Star Frog Splash            | 5:31                                   |
| 3             | Rob Van Dam                            | Team Cena                              | Test                                   | Tombé après un Running Big Boot                                         | 5:47                                   |
| 4             | Test                                   | Team Big Show                          | Sabu                                   | Tombé après un Tornado DDT                                              | 6:19                                   |
| 5             | Sabu                                   | Team Cena                              | Big Show                               | Tombé après un Chokeslam                                                | 6:35                                   |
| 6             | Kane                                   | Team Cena                              | Big Show                               | Tombé après un coup de shillelagh de Finlay et un Chokeslam             | 7:26                                   |
| 7             | Finlay                                 | Team Big Show                          | Bobby Lashley                          | Tombé après un Spear                                                    | 10:28                                  |
| 8             | The Big Show                           | Team Big Show                          | John Cena                              | Tombé après un Spear de Lashley et un FU                                | 12:35                                  |
| Survivants :  | John Cena et Bobby Lashley (Team Cena) | John Cena et Bobby Lashley (Team Cena) | John Cena et Bobby Lashley (Team Cena) | John Cena et Bobby Lashley (Team Cena)                                  | John Cena et Bobby Lashley (Team Cena) |
- Batista def. King Booker (w/Queen Sharmell) dans un Last Chance Match pour remporter le World Heavyweight Championship (13:58)
  - Batista a effectué le tombé sur Booker après l'avoir frappé avec la ceinture de Champion du Monde.